# Schlacht bei Mill
Schlacht um die Niederlande

Maastricht – Mill – Den Haag – Rotterdam – Zeeland – Grebbeberg – Afsluitdijk – Bombardierung von Rotterdam
Invasion von Luxemburg

Schusterlinie
Schlacht um Belgien

Fort Eben-Emael – K-W-Linie – Dyle-Plan – Hannut – Gembloux – Lys
Schlacht um Frankreich

Ardennen – Sedan – Maginot-Linie – Weygand-Linie – Arras – Boulogne – Calais – Dünkirchen (Dynamo – Wormhout) – Abbeville – Lille – Paula – Fall Rot – Aisne – Westalpen – Cycle – Saumur – Lagarde – Aerial – Fall Braun
Die Schlacht bei Mill war ein eintägiges Gefecht in und bei dem niederländischen Dorf Mill (Gemeinde Land van Cuijk) an der Peel-Raam-Linie am ersten Tag der Schlacht um die Niederlande im Mai 1940. Obwohl die Wehrmacht sich durchsetzte, musste sie hohe Verluste und einen Tag Verzögerung hinnehmen.

## Ausgangslage

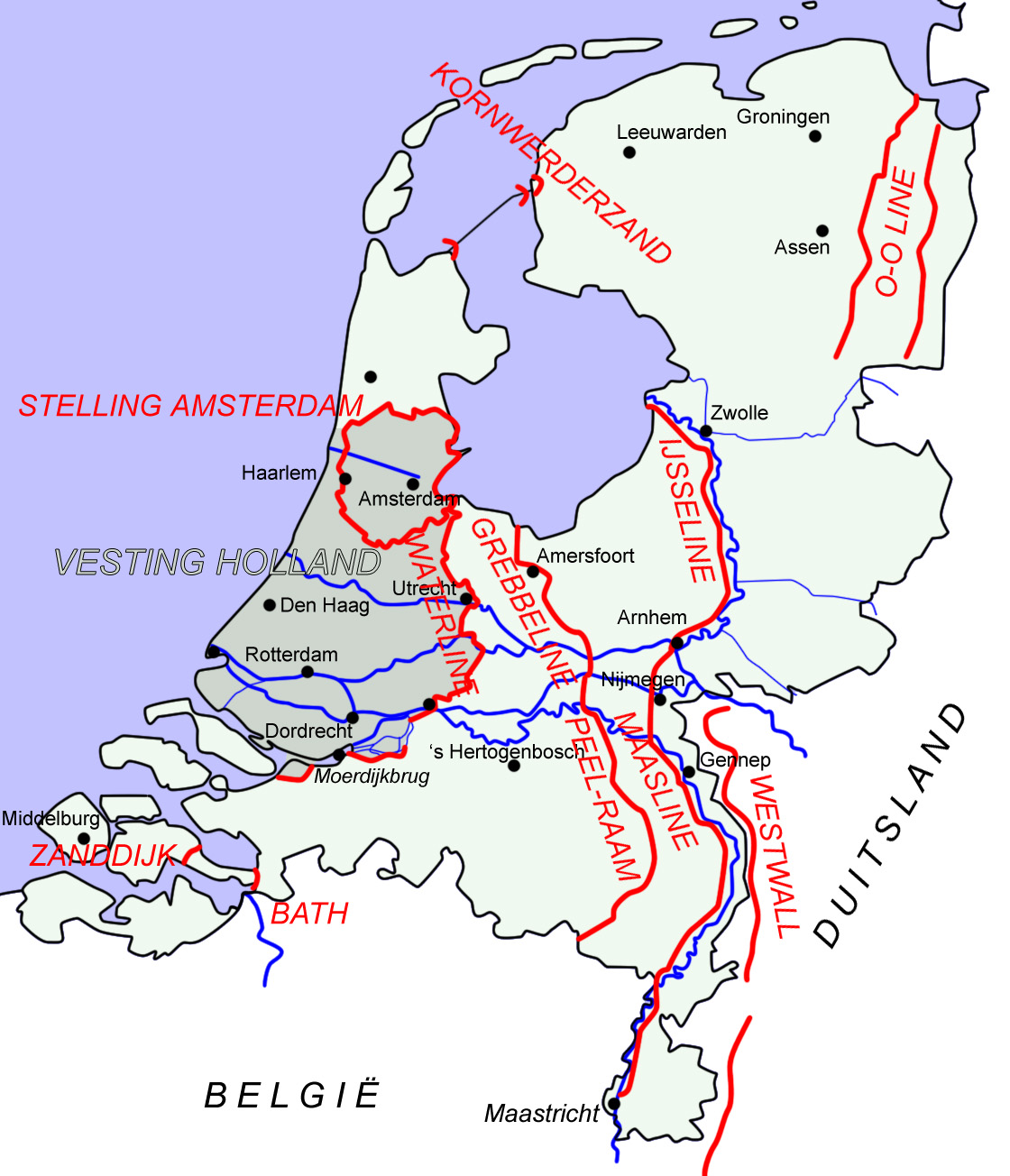
Niederländische Verteidigungslinien bei Kriegsbeginn

Der Ort Mill in Nord Brabant war ein taktisch interessantes Ziel für die vorrückenden Heeresverbände der Wehrmacht. Östlich gab es dichte Wälder, die Deckung boten. Sumpfgelände war nicht zu überwinden, wohl aber bot der Ort für den weiteren Marsch nach Westen Zugang zu guten Straßenverbindungen und einer Bahnlinie.
Die Verteidigungslinie Peel–Raam war in diesem Bereich durch Pak-Stellungen, Stacheldrahtverhaue und 47 Kasematten, die mit zwei Bataillonen des Heeres und vier 57-mm-Feldgeschützen besetzt waren, stark ausgebaut. Hinzu kam ein Artilleriebataillon mit zwölf 84-mm-Geschützen, das westlich von Mill in Stellung lag. Eine ebenfalls vorhandene Kompanie Pioniere war für das Blockieren von Straßen und die Vorbereitung von Brücken zur Sprengung verantwortlich.
Die Wehrmacht plante einen Angriff mit zwei Eisenbahnzügen (davon ein Panzerzug), die das 3. Bataillon des 481. Regiments transportierten. Das Gros der 256. Division sollte rasch folgen. Der Angriffsplan nahm mögliche Transportprobleme bei dem Übergang über die Maas in Kauf; ferner fehlte es der Angriffsspitze an artilleristischer Unterstützung.

## Gefecht

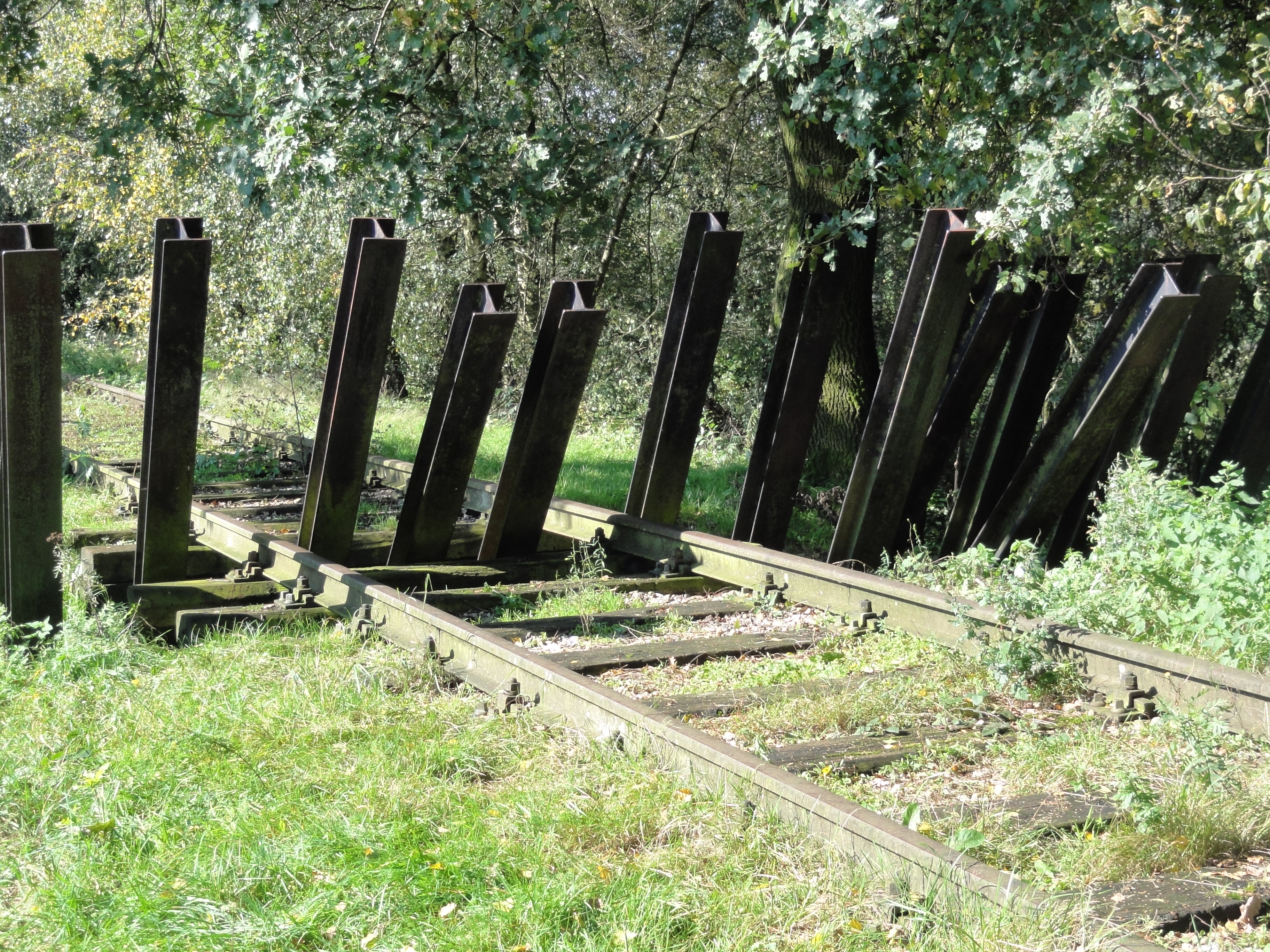
Nachbildung der „Spargel“-Barrikade, mit der der deutsche Panzerzug zum Entgleisen gebracht wurde

Die beiden deutschen Eisenbahntransporte erreichten um 4:30 Uhr am 10. Mai die 10 km westlich gelegene Stadt Zeeland, ohne auf Widerstand gestoßen zu sein. Nach dem Entladen der Truppen wurde der Panzerzug auf der Rückfahrt bei Mills zum Entgleisen gebracht, nachdem den niederländischen Verteidigern die Situation klar geworden war. Es entwickelte sich ein erstes kleineres Gefecht, bei dem die Niederländer erfolgreich die Feuerkraft ihrer MG und Artillerie nutzten.
Um etwa 5:00 Uhr meldete General A. A. van Nijnatten, Befehlshaber des 3. Armeekorps, den Durchbruch der Deutschen bei Gennep an das Oberkommando, woraufhin er die Erlaubnis erhielt, das 2. Kradschützenregiment zur Unterstützung zu senden.
Bis zum Eintreffen dieser Einheit um 7:30 Uhr kam es zu einer Reihe von Gefechten mit unterschiedlichem Ausgang. Die niederländischen Kradschützen konnten den entgleisten Panzerzug endgültig ausschalten.
Die Kampfhandlungen entwickelten sich bis zum Mittag weiterhin in verschiedener Weise: Deutschen Truppen gelang es, Geländegewinne zu machen und diese abzusichern, während die Niederländer einige zuvor verloren gegangene Kasematten zurückerobern konnten.
Die deutschen Einheiten konnten am Nachmittag nicht zu einem Großangriff antreten, da die Divisionsartillerie immer noch nicht herangeführt war. So blieb es bei kleineren Scharmützeln.
Schließlich konnte am frühen Abend der deutsche Angriff mit der Unterstützung schwerer Feldhaubitzen und 37 Junkers-Ju-88-Sturzkampfbombern einsetzen. Erst ein massierter Einsatz der Infanterie brachte jedoch den Durchbruch. Die niederländischen Verteidiger mussten sich absetzen.

## Folgen
Die Peel–Raam-Linie war nach der Schlacht um Mill durchbrochen.
Es gelang den Niederländern, den Vormarsch der Wehrmacht für einen Tag zu verzögern und sich mit eigenen Truppen in die Festung Holland abzusetzen.

## Weblink
- Het gevecht bij Mill op 10 en 11 mei 1940